# Koskenselkä
Koskenselkä är en vik i Finland. Den ligger i Puumala landskapet Södra Savolax, i den södra delen av landet, 230 km nordost om huvudstaden Helsingfors.